# Andreu Brugués i Llobera
Andreu Brugués i Llobera (Fortià 1916 - Madrid, 2 de març de 2001), fou un polític falangista i home de cultura català.

## Biografia
La seva família era d'origen rural. Va estudiar dret a la universitat. Alternava estudis amb treballs del camp per ajudar l'economia familiar.
Va formar part del nucli d'universitaris empordanesos que, procedents de famílies rurals, es van sentir atrets pels ideals falangistes, coincidint amb la segona república espanyola. Va entrar en contacte amb grups falangistes dels quals va formar part i que li varen suposar l'empresonament. Va participar voluntàriament a la guerra civil espanyola en el front franquista després de fugir de l'empresonament a principis de la guerra.
Un cop acabada la guerra, va residir un temps a Múrcia abans d'instal·lar-se a Barcelona on va començar a exercir com a advocat amb despatx propi. Afecte al nou règim, en la dècada de 1950 va tenir seriosos problemes amb Luis Mazo Mendo el governador civil de Girona, ciutat on residia, i a qui va denunciar davant del ministeri pel seu comportament inadequat i autoritari.
Des del seu retorn a Catalunya va començar la seva trajectòria pública amb l'entrada, com a diputat de Cultura a la Diputació de Barcelona, on va estar bona part dels anys 1960. Aquesta posició li va permetre contactar amb altres centres culturals internacionals, especialment a la ciutat de l'Alguer, cercant les arrels catalanes de la ciutat. També va ser vocal del Patronat de l'Escola Tècnica Superior d'Enginyers Industrials (secció del Tèxtil) de Terrassa, vicepresident del Patronat de l'Escola d'Administració d'Empreses i membre de la junta directiva dels Amics dels Castells.
Quan va acabar la seva activitat com a diputat, va ser president de l'Ateneu Barcelonès succeint l'escriptor Ignasi Agustí, entre 1972 i 1977, aconseguint ajuts del govern de Madrid per superar la precària situació de la institució després de la postguerra. El baix nivell de democratització de la institució i la seva falta d'independència política durant els anys del franquisme eren una crítica permanent dels intel·lectuals des de la premsa i una de les crítiques que va haver de sentir Brugués va ser la dificultat que el suport de Madrid podia suposar en el procés d'aperturisme que s'esperava de l'Ateneu. Brugués va rebre la reclamació interna d'eleccions democràtiques per a triar una junta per part. El 1975, el grup dels "joves" va aconseguir la signatura de 160 socis per a publicar un manifest. La junta va decidir adherir-se al Congrés de Cultura Catalana i, en les eleccions de socis compromissaris que triaven nous membres de la junta, Brugués va oferir al grup opositor que incorporessin tres socis del seu grup, Josep Maria Prim Serentill, Joan Alegret Llorens i Montserrat Roig i Fransitorra, un fet que va suposar l'inici de la transició política del moment aplicada a l'Ateneu.
Va residir a la seva ciutat natal i, fou a l'Empordà on va entrar en contacte amb Frederic Marés amb qui va compartir interessos culturals i qui li va facilitar l'accés a l'Acadèmia del Far de Sant Cristòfol, fundada i emparada per Eugeni d'Ors.
El 1976 el govern d'Itàlia li va concedir el grau de Comendador de l'Orde al Mèrit de la República Italiana.
Amb el retorn al seu Fortià natal, va ser president de l'Institut d'Estudis Empordanesos entre 1976 i 1985. La seva gestió va propiciar un fort increment del nombre de socis, que quasi es va duplicar, una important quantitat d'activitats culturals, de treballs d'investigació i de la seva publicació en la revista Annals, òrgan de difusió de l'entitat.
Durant els últims anys de la seva vida professional va exercir com a jutge i fiscal als jutjats de Figueres i a la Bisbal d'Empordà.
Cap als anys 1990, es va traslladar a Madrid on residien nebots seus. Després d'una llarga malaltia, hi va morir el 2 de març de 2001.